# سیندرلا (فیلم ۲۰۲۱)
سیندرلا (انگلیسی: Cinderella) یک فیلم موزیکال عاشقانه بر پایهٔ متلی به همین نام نوشتهٔ شارل پرو است که در سال ۲۰۲۱ منتشر شد. این فیلم توسط کی کانن نویسندگی و کارگردانی شده‌است و کامیلا کبیو در اولین تجربهٔ بازیگری خود در نقش سیندرلا ایفای نقش می‌کند. ایدینا منزل، مینی درایور، بیلی پورتر و پیرس برازنان دیگر بازیگران فیلم هستند. این فیلم یک موزیکال جوک باکس است که شامل موسیقی‌های پرفروش پاپ و راک و چندین ترانه اصلی است.
توسعهٔ این فیلم از آوریل ۲۰۱۹ آغاز شد، زمانی که سونی پیکچرز یک فیلم از سیندرلا به سبک موزیکال با نویسندگی و کارگردانی کی کانن اعلام کرد. فیلم‌برداری اصلی از فوریه ۲۰۲۰ در استودیوهای پاین‌وود آغاز شد و در مارس ۲۰۲۰ به دلیل همه‌گیری کووید-۱۹ تعلیق شد. تولید این فیلم در اوت ۲۰۲۰ از سر گرفته شد و در سپتامبر ۲۰۲۰ به پایان رسید.
سیندرلا در ۳ سپتامبر ۲۰۲۱ در سینماهای منتخب و به صورت دیجیتالی در آمازون پرایم ویدئو منتشر شد. این فیلم نقدهای ضد و نقیضی از سوی منتقدان دریافت کرده‌است.

## بازیگران
- کامیلا کبیو در نقش سیندرلا
- بیلی پورتر در نقش پدرخوانده پری
- ایدینا منزل در نقش ویویان، نامادری سیندرلا
- نیکلاس گالیتزین در نقش شاهزاده رابرت
- پیرس برازنان در نقش کینگ روآن (King Rowan)
- مینی درایور در نقش ملکه بئاتریس
- مادی بیلیو و شارلوت اسپنسر در نقش خواهر خوانده
- جیمز آکاستر در نقش جان، موش / پیاده
- جیمز کوردن در نقش جیمز، موش/ پیاده
- روش رانگاناتان در نقش رومش، موش / پیاده
- میسی الیوت در نقش تاون کریر
- تالوله گریو در نقش پرنسس گوئن
- لوک لاچمن در نقش گریف
- فرا فی در نقش هنچ
- بورلی نایت
- مری هیگینز در نقش پرنسس لورا
- شارلوت اسپنسر